# 직교 배열
조합론에서 직교 배열(直交配列, 영어: orthogonal array)은 좌표들의 부분 집합으로 제한하였을 때 모든 가능한 벡터들이 균등하게 분포되어 있는, 주어진 유한 집합 위의 벡터들의 유한 집합이다.

## 정의
자연수 {\displaystyle t\in \mathbb {N} }가 주어졌다고 하자.
{\displaystyle t}-직교 배열 {\displaystyle (\Sigma ,B)}은 다음과 같은 데이터로 주어진다.
- 크기 {\displaystyle q}의 유한 집합 {\displaystyle \Sigma }. 이를 알파벳이라고 하며, 그 원소를 수준(水準, 영어: level)이라고 한다.
- 자연수 {\displaystyle n\in \mathbb {N} }. 이를 인자수(因子數, 영어: number of factors)라고 한다.
- 부분 집합 {\displaystyle B\subseteq \Sigma ^{n}}. 그 원소를 실험 실행(實驗實行, 영어: experimental run)라고 한다.

이는 다음 조건을 만족시켜야 한다.
- {\displaystyle \Sigma ^{n}}의 {\displaystyle n}개의 좌표 가운데 임의의 {\displaystyle t}개를 골랐을 때, 수준의 모든 {\displaystyle t}-순서쌍들은 (선택한 레벨 및 좌표에 상관없이) 같은 수 {\displaystyle \lambda _{t}}번 만큼 등장한다. 즉, 임의의 단사 함수 {\displaystyle f\colon \{1,2,\dots ,t\}\to \{1,\dotsc ,n\}} 및 임의의 {\displaystyle x\in \Sigma ^{t}}에 대하여, 자연수 {\displaystyle \lambda _{t}=|\{b\in B\colon \forall 1\leq i\leq t\colon x_{i}=b_{f(i)}\}|\in \mathbb {N} }는 {\displaystyle f} 및 {\displaystyle x}의 선택에 의존하지 않는다.

이는 해밍 결합 도식 {\displaystyle \operatorname {H} (n,\Sigma )} 속의 블록 설계의 개념과 같다.
여기서, {\displaystyle t}를 직교 배열의 강도(強度, 영어: strength)라고 하며, {\displaystyle \lambda _{t}}를 {\displaystyle t}-직교 배열의 지수(指數, 영어: index)라고 한다.

## 성질
상수 {\displaystyle \lambda _{t}}에 대한 {\displaystyle t}-직교 배열 {\displaystyle (\Sigma ,B\subseteq \Sigma ^{n})}가 주어졌다고 하자. 그렇다면,
- 임의의 자연수 {\displaystyle t'\leq t}
- 임의의 단사 함수 {\displaystyle f\colon \{1,2,\dotsc ,t'\}\to \{1,2,\dotsc ,n\}}
- 임의의 {\displaystyle x\in \Sigma ^{t'}}

에 대하여, 다음이 성립한다.
{\displaystyle |\{b\in B\colon \forall 1\leq i\leq t'\colon x_{i}=b_{f(i)}\}|=\lambda _{t'}=\lambda _{t}|\Sigma |^{t-t'}}
즉,
{\displaystyle \lambda _{0}=\lambda _{t}|\Sigma |^{t}}
를 정의하면, 임의의 {\displaystyle t}-직교 배열은 임의의 {\displaystyle t'\leq t}에 대하여 {\displaystyle t'}-직교 배열을 이루며, 그 상수는 {\displaystyle \lambda _{t'}=\lambda _{0}|\Sigma |^{-t'}}이다. 여기서, {\displaystyle \lambda _{0}}는 물론 {\displaystyle B}의 크기와 같다.
이에 따라, 임의의 {\displaystyle \Sigma ^{n}} 속에서 다음과 같은 포함 관계가 성립한다.
{\displaystyle \operatorname {Pow} (\Sigma ^{n})} = 0-직교 배열 ⊇ 1-직교 배열 ⊇ 2-직교 배열 ⊇ … ⊇ {\displaystyle n}-직교 배열 = {\displaystyle \{\varnothing ,\Sigma ^{n}\}}

## 예

### 자명한 직교 배열
임의의 유한 집합 {\displaystyle \Sigma }에 대하여, {\displaystyle \Sigma ^{n}} 속의 유일한 {\displaystyle n}-직교 배열은 {\displaystyle B=\varnothing } 및 {\displaystyle B=\Sigma ^{n}}이며, 이 경우 각각 {\displaystyle \lambda _{n}=0} 및 {\displaystyle \lambda _{n}=1}이다.
반대로, {\displaystyle \Sigma ^{n}}의 임의의 부분 집합은 0-직교 배열을 이룬다.

### 라틴 방진
{\displaystyle q\times q} 라틴 방진 {\displaystyle M}은
{\displaystyle (\lambda _{2},\lambda _{1},\lambda _{0})=(1,q,q^{2})}
인 2-직교 배열
{\displaystyle \Sigma =\{1,2,\dotsc ,q\}}
{\displaystyle B\subseteq \Sigma ^{3}}
{\displaystyle |B|=\lambda _{0}=q^{2}}
에 해당한다.
(즉, 2-직교 배열과 라틴 방진 사이의 관계는 2-블록 설계와 2-슈타이너 계 사이의 관계와 같다.)
예를 들어, 3×3 라틴 방진
| 1 | 2 | 3 |
| 2 | 3 | 1 |
| 3 | 1 | 2 |
은 다음과 같은 표의 9개 행들로 구성되는 2-직교 배열을 이룬다.
| 1 | 1 | 1 |
| 1 | 2 | 2 |
| 1 | 3 | 3 |
| 2 | 1 | 2 |
| 2 | 2 | 3 |
| 2 | 3 | 1 |
| 3 | 1 | 3 |
| 3 | 2 | 1 |
| 3 | 3 | 2 |

### 2-직교 배열의 예
알파벳
{\displaystyle \Sigma =\{{\mathsf {A}},{\mathsf {B}},{\mathsf {C}},{\mathsf {D}}\}}
위에서, 다음 표의 16개 행들로 구성된 부분 집합
{\displaystyle B\subsetneq \Sigma ^{5}}
{\displaystyle |B|=\lambda _{0}=16}
은 지수
{\displaystyle (\lambda _{2},\lambda _{1},\lambda _{0})=(1,4,16)}
을 갖는 2-직교 배열을 이룬다.
| A | A | A | A | A |
| A | B | B | B | B |
| A | C | C | C | C |
| A | D | D | D | D |
| B | A | D | B | C |
| B | B | C | A | D |
| B | C | B | D | A |
| B | D | A | C | B |
| C | A | B | C | D |
| C | B | A | D | C |
| C | C | D | A | B |
| C | D | C | B | A |
| D | A | C | D | B |
| D | B | D | C | A |
| D | C | A | B | D |
| D | D | B | A | C |
알파벳
{\displaystyle \Sigma =\{{\mathsf {A}},{\mathsf {B}},{\mathsf {C}}\}}
위에서, 다음 표의 27개 행들로 구성된 부분 집합
{\displaystyle B\subsetneq \Sigma ^{5}}
{\displaystyle |B|=\lambda _{0}=27}
은 지수
{\displaystyle (\lambda _{2},\lambda _{1},\lambda _{0})=(3,9,27)}
을 갖는 2-직교 배열을 이룬다.
| A | A | A | A | A |
| A | A | B | A | B |
| A | A | C | A | C |
| A | B | A | B | B |
| A | B | B | B | C |
| A | B | C | B | A |
| A | C | A | C | C |
| A | C | B | C | A |
| A | C | C | C | B |
| B | A | A | C | A |
| B | A | B | C | B |
| B | A | C | C | C |
| B | B | A | A | B |
| B | B | B | A | C |
| B | B | C | A | A |
| B | C | A | B | C |
| B | C | B | B | A |
| B | C | C | B | B |
| C | A | A | B | A |
| C | A | B | B | B |
| C | A | C | B | C |
| C | B | A | C | B |
| C | B | B | C | C |
| C | B | C | C | A |
| C | C | A | A | C |
| C | C | B | A | A |
| C | C | C | A | B |

## 역사
1947년에 칼리암푸디 라다크리슈나 라오가 도입하였다.